# Rattus jaegeri
Rattus jaegeri — вид ссавців-гризунів з родини мишевих (Muridae). Матеріал: правий моляр M1, три ліві моляри M1, правий моляр M2, ліва нижня щелепа з M1–M3. Стратиграфічне та географічне поширення: верхній пліоцен центральної М'янми та центрального Таїланду.